# Amselgraben (Umlach)
Der Amselgraben ist ein Bach bei Eberhardzell und ein rechter Zufluss der Umlach in Baden-Württemberg.

## Lage
Der Amselgraben liegt vollständig auf der Gemarkung von Eberhardzell im Landkreis Biberach, Regierungsbezirk Tübingen, Baden-Württemberg.
Geografisch ist er Teil des Naturraums Riß-Aitrach-Platten (Nr. 41) innerhalb der Großlandschaft Donau-Iller-Lech-Platte (Nr. 4). Der Amselgraben befindet sich im Einzugsgebiet der Umlach und mündet auch in diese, welche über die Riß und die Donau in das Schwarze Meer entwässert.

## Verlauf
Die Quelle des Amselgrabens liegt rund 200 Meter südlich der Einöde Unterhornstolz, im Guntarzer Graben am Ostende des Biotops Feldgehölze am 'Guntarzer Graben'. Von hier aus fließt der Oberlauf des Amselgraben in der Baumreihe des Guntarzer Grabens nach Westen weiter. 
Nun durchquert er den Gemeindewald in westlicher Richtung und mündet am Ende des Waldes in den Josefweiher. Danach fließt der Bach in einer Baumreihe durch den Amselgraben (zwischen den Fluren Birkhahn und Amsel). Ab hier verläuft er südlich am Simishof vorbei und anschließend an der Straße entlang durch ein Gewerbegebiet am Nordrand von Krummen, bis zur Flur Birkhahn. Schließlich quert der Amselgraben die Flur Hänfling, fließt am Stefanshof vorbei und über die Flur Adler, bevor er in die Umlach mündet.

## Biotope
Der Amselgraben wird von vier bedeutenden Biotopen gesäumt, die aufgrund ihrer ökologischen Wertigkeit und der hier vorkommenden geschützten Arten von Bedeutung sind.

### Feldgehölze am 'Guntarzer Graben'
Am Ostende des Amselgraben liegt das Biotop Feldgehölze am 'Guntarzer Graben' (Biotop-Nr.: 180254260017). Diese nach Naturschutzgesetz geschützten Feldhecken und Feldgehölze umfassen eine Fläche von etwa 0,28 Hektar. Es handelt sich um mesophytische Gehölzstreifen an Böschungen und einen ursprünglich bachbegleitenden Gehölzsaum des heute verdolten Guntarzer Grabens. Das Biotop spielt eine wichtige Rolle für den ökologischen Ausgleich, das Landschaftsbild und die Biotopvernetzung.

### Bach mit Auewald W Oberhornstolz
Weiter entlang des Amselgrabens findet sich das Biotop Bach mit Auewald W Oberhornstolz (Biotop-Nr.: 280254261361). Dieses nach BNatSchG geschützte Gebiet ist ein Auwald, ein naturnaher Bereich eines fließenden Binnengewässers und ein regelmäßig überschwemmter Bereich. Auf rund 0,48 Hektar in erstreckt sich ein gut ausgebildeter Auwald entlang eines naturnahen, stark mäandrierenden Bächleins. Die Waldgesellschaft besteht aus Erlen-Baumholz mit Beimischungen von Traubenkirsche. Eine typische, artenreiche Bodenvegetation mit Wechselblättrigem Milzkraut und Bitterem Schaumkraut ist vorhanden. Das Biotop umfasst unter anderem naturnahe Bachabschnitte und Schwarzerlen-Eschen-Wälder.

### Fischteich NW Guntarz
Der Amselgraben fließt auch durch das Biotop Fischteich NW Guntarz (Biotop-Nr.: 280254261362), der auch als Josefweiher bekannt ist. Dieser besonnte Fischteich in Waldrandnähe ist nach BNatSchG als Röhricht und Großseggen-Ried sowie als regelmäßig überschwemmter Bereich geschützt. Auf etwa 0,41 Hektar beherbergt der Teich Schilf- und Rohrkolben-Röhrichte.
Bemerkenswert sind Biber-Fraßspuren an den Uferbäumen, da der Europäische Biber (Castor fiber) auf der Vorwarnliste der Roten Liste steht hier anzutreffen ist.

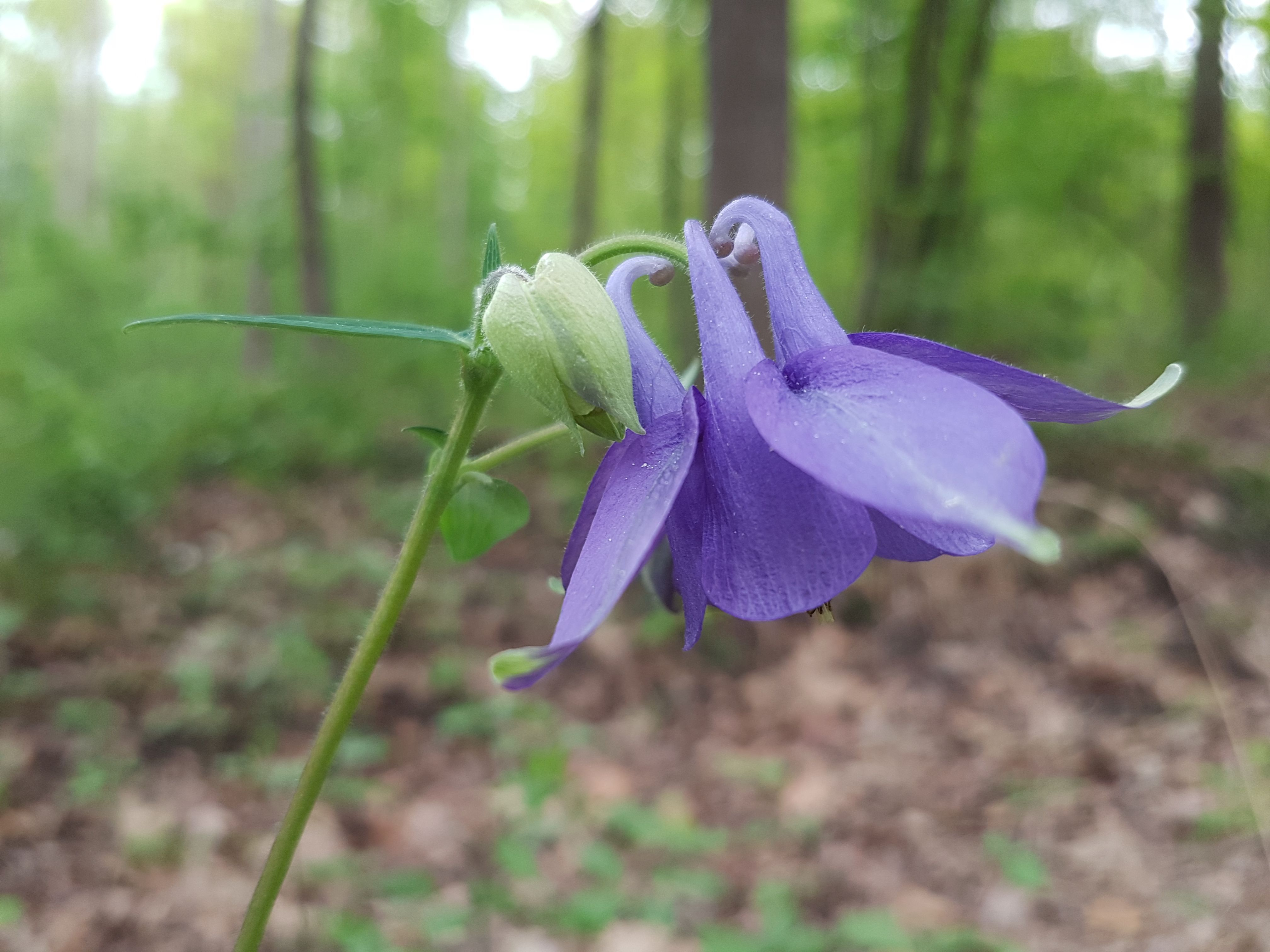
Aquilegia vulgaris

### Gehölze und Bach W Oberhornstolz
Das letzte Biotop entlang des Amselgrabens ist Gehölze und Bach W Oberhornstolz (Biotop-Nr.: 280254266605), das als naturnaher Bereich fließender Binnengewässer und Feldhecke/Feldgehölz geschützt ist. Das rund 0,72 Hektar große Gebiet besteht aus schmalen Feldgehölzen entlang der Steilböschungen des an dieser stelle bis zu 2 Meter breiten Amselgraben. Die Gehölze setzen sich aus Esche, Buche, Eiche und anderen Laubbäumen sowie wenigen Fichten zusammen. Nur im östlichen Teil zeigt sich kleinflächig Auwaldcharakter.
Hier kommt auch die Gewöhnliche Akelei (Aquilegia vulgaris) vor, die auf der Vorwarnliste der Roten Liste steht.